# Mandevilla hesperia
Mandevilla hesperia là một loài thực vật có hoa trong họ La bố ma. Loài này được (I.M.Johnst.) A.O.Simões, Kin.-Gouv. & M.E.Endress mô tả khoa học đầu tiên năm 2007.